# Ляйнаталь
Ляйнаталь (нім. Leinatal) — громада в Німеччині, розташована в землі Тюрингія. Входить до складу району Гота.
Площа — 35,95 км2. Населення становить Невірний параметр metadata 16 067 083 ос. (станом на 31 грудня 2021).